# Linaria johannis
El pardillo somalí (Linaria johannis) es una especie de ave paseriforme de la familia Fringillidae endémica de Somalia.

## Distribución y hábitat
Se encuentra únicamente en los montes del norte de Somalia. Su hábitat natural son las zonas de matorral árido montano tropical.
Está amenazada por pérdida de hábitat.